# Steven Lenhart
Pour les articles homonymes, voir Lenhart.
Steven Lenhart est un footballeur américain né le 28 août 1986 à Jacksonville en Floride. Il évolue au poste d'attaquant avec les Earthquakes de San José en MLS.

## Palmarès
- Vainqueur de la MLS Cup en 2008
- Vainqueur du MLS Supporters' Shield en 2008, 2009 et 2012